# Отто Юліус Бірбаум
Отто Юліус Бірбаум (нім. Otto Julius Bierbaum; виступав також під псевдонімом Мартін Мебіус; 28 червня 1865, Грюнберг, Нижня Сілезія — 1 лютого 1910, Дрезден) — німецький прозаїк, журналіст і лібретист.

## Життя та творчість
Отто Юліус Бірбаум зростав у Дрездені та Лейпцигу. Вивчав філософію, право і китайську мову в університетах Мюнхена, Цюриха, Берліна та Лейпцига. У 1887 році вступив у студентське братство буршеншафт Corps Thuringia Leipzig. Після закінчення університетської освіти пише фейлетони і рецензії, потім працює редактором, видає журнали «Новий німецький огляд», «Пан», «Острів». До 1893 року Бірбаум живе в Мюнхені й у Верхній Баварії, потім часто змінює місця проживання — Берлін, Тіроль, Італія, Еппан, Відень. У 1900—1909 він знову в Мюнхені, звідти переїжджає в Дрезден.
Був дуже різнобічним автором. В лірика Бірбаум використовує форми мінезангу, анакреонтичної поезії, а також народних пісень (збірки віршів Modernes Leben, 1892 і Irrgarten der Liebe, 1901). У 1896 році виходить у світ його роман Жінка-змія (Die Schlangendame), 1897 році — роман Штільпе (роман, написаний з точки зору жаби, Stilpe), в 1898 році — збірка оповідань Кактус та інші оповідання художника (Kaktus und andere Künstlergeschichten), в 1899 році — роман Красуня з Пао (Das schöne Mädchen von Pao), в 1903 році — твір у вигляді записок мандрівника Чутлива подорож в автомобілі (Eine empfindsame Reise im Automobil). У ньому описується поїздка, вчинена автором і його дружиною в 1902 році на автомобілі марки Adler з Німеччини через Прагу і Відень до Італії, зі зворотним маршрутом через Швейцарію. Чутлива подорож в автомобілі є першим в німецькомовній літературі описом автомобільної подорожі. На зворотному шляху О. Ю. Бірбаум стає першим автомобілістом, який перетнув на машині перевал Готтард.

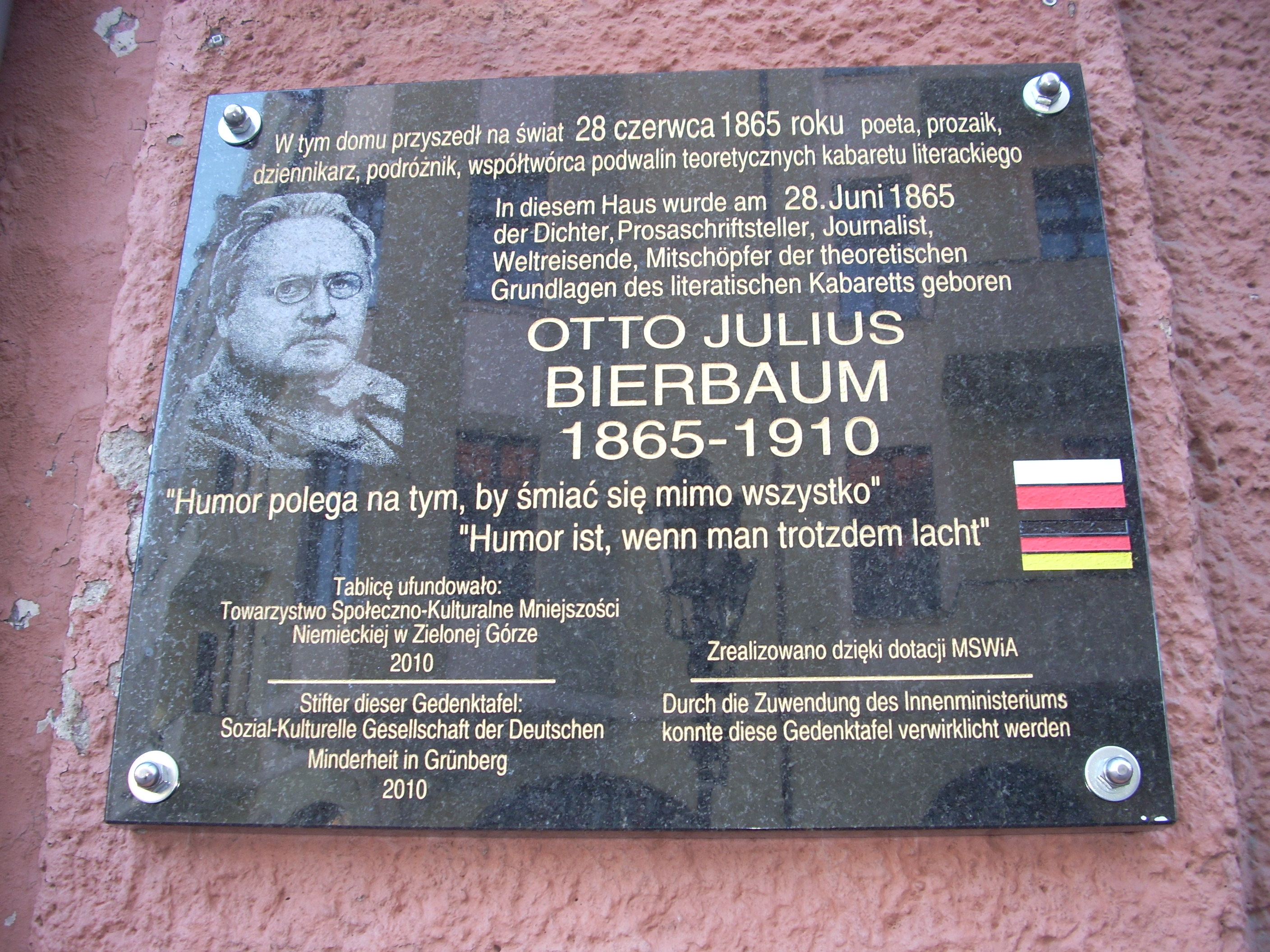
Пам'ятна дошка на рідному будинку О. Ю. Бірбаума

Найбільш значні лібрето, створені Бірбаумом, — «Лобетанц» (1898, композитор Людвіґ Тюйє) і Закохана принцеса (1904, композитор Оскар фон Шеліус). У 1905 році Бірбаум видає свій варіант Піноккіо Карло Коллоді — роман Пригоди Цепфель Керна (Zäpfel Kerns Abenteuer). У тому ж році виходить його збірка новел Пекельний автомобіль (Das höllische Automobil).
На вірші Бірбаума писали музику Хуго Альвен, Альбан Берг, Бернард ван Дірен, Альма Малер, Макс Регер, Олександр фон Цемлінський, Арнольд Шенберг, Ріхард Штраус та ін. композитори ().

## Родина
Перший шлюб Отто Бірбаума (1892), з педагогинею Августою (Густі) Ратгебер (1872—1926) із Дісена, розпався в середині 1890-х років. У цей час він працював в Мюнхені над лібрето з композитором і диригентом Оскаром Фрідом, з яким дружив протягом декілька років. В останнього зав'язався роман з дружиною Бірбаума, вона залишила чоловіка і виїхала з Фрідом в Париж (вони уклали шлюб лише в 1899 році, коли їй вдалося нарешті оформити своє розлучення з Бірбаумом). У 1901 році Бірбаум одружився з флорентійкою Джеммою Прунетті-Лотті (1877—1925); їх листування було опубліковане вже після смерті письменника в 1921 році.